# Татамі (Пенсільванія)
Татамі (англ. Tatamy) — місто (англ. borough) в США, в окрузі Нортгемптон штату Пенсільванія. Населення — 1203 особи (2010).

## Географія
Татамі розташоване за координатами 40°44′28″ пн. ш. 75°15′18″ зх. д. / 40.74111° пн. ш. 75.25500° зх. д. (40.741232, -75.254887).  За даними Бюро перепису населення США в 2010 році місто мало площу 1,47 км², з яких 1,43 км² — суходіл та 0,04 км² — водойми.

## Демографія
Згідно з переписом 2010 року, у селищі мешкали 1203 особи в 432 домогосподарствах у складі 356 родин. Густота населення становила 818 осіб/км².  Було 446 помешкань (303/км²).
Расовий склад населення:
| - 91,5 % — білих - 3,7 % — чорних або афроамериканців - 2,2 % — азіатів - 1,4 % — осіб інших рас |

До двох чи більше рас належало 1,2 %. Частка іспаномовних становила 4,3 % від усіх жителів.
За віковим діапазоном населення розподілялося таким чином: 26,7 % — особи молодші 18 років, 59,3 % — особи у віці 18—64 років, 14,0 % — особи у віці 65 років та старші. Медіана віку мешканця становила 39,5 року. На 100 осіб жіночої статі у селищі припадало 99,5 чоловіків;  на 100 жінок у віці від 18 років та старших — 95,1 чоловіків також старших 18 років.
Середній дохід на одне домашнє господарство  становив 89 471 долар США (медіана — 70 568), а середній дохід на одну сім'ю — 98 655 доларів (медіана — 80 333). Медіана доходів становила 54 250 доларів для чоловіків та 37 656 доларів для жінок. За межею бідності перебувало 1,5 % осіб, у тому числі 0,0 % дітей у віці до 18 років та 3,4 % осіб у віці 65 років та старших.
Цивільне працевлаштоване населення становило 477 осіб. Основні галузі зайнятості: освіта, охорона здоров'я та соціальна допомога — 21,2 %, виробництво — 16,1 %, мистецтво, розваги та відпочинок — 10,7 %, роздрібна торгівля — 10,5 %.